# Terminal Island
Ne doit pas être confondu avec Le Dernier Pénitencier (Terminal Island en version originale).
Terminal Island est une île artificielle située dans le comté de Los Angeles, en Californie, entre le port de Los Angeles et celui de Long Beach.

## Présentation
C'était autrefois un banc de boue connu sous le nom de Isla Raza de Buena Gente par les Espagnols, puis renommé Rattlesnake Island. Sa dénomination actuelle date de 1918. L'île est partagée entre la ville de Los Angeles pour sa moitié ouest, et celle de Long Beach pour sa partie est. Sa population était de 1 467 personnes en 2000.
Ses principaux propriétaires sont les ports de Long Beach et de Los Angeles. L'île possède aussi un chantier naval, des locaux des US Coast Guard et l'institution correctionnelle fédérale de Terminal Island.

## Histoire
Avant la Seconde Guerre mondiale, l'île était habitée par une communauté japonaise importante d'environ 3 000 habitants. Après l'attaque de Pearl Harbor, elle fut évacuée en 48 heures à la suite de l'Executive Order 9066, et le village fut rasé.

## Ponts
Terminal Island est reliée au continent par trois ponts. À l'ouest, le pont Vincent Thomas la relie au quartier de San Pedro de Los Angeles. C'est le troisième plus grand pont suspendu de l'État. Le Gerald Desmond Bridge permet d'accéder au centre-ville de Long Beach à l'est. Le Commodore Schuyler F. Heim Bridge, quant à lui, permet de rejoindre le quartier angelin de Wilmington au nord de l'île.